# Livingston Football Club 2020-2021
Questa voce raccoglie le informazioni riguardanti il Livingston Football Club nelle competizioni ufficiali della stagione 2020-2021.

## Stagione
- In Scottish Premiership il Livingston si classifica al 6º posto (45 punti), dietro al St. Johnstone e davanti al St. Mirren.
- In Scottish Cup viene eliminato al quarto turno contro l'Aberdeen (2-2, 3-5 d.c.r.).
- In Scottish League Cup perde la finale contro il St. Johnstone (0-1).

## Maglie e sponsor
| Casa | Trasferta |

## Rosa
| N. |                             | Ruolo | Calciatore          |
| -- | --------------------------- | ----- | ------------------- |
| 1  | Scozia (bandiera)           | P     | Robby McCrorie      |
| 2  | Scozia (bandiera)           | D     | Nicky Devlin        |
| 3  | Irlanda del Nord (bandiera) | D     | Ciaron Brown        |
| 4  | Scozia (bandiera)           | D     | Alan Lithgow        |
| 5  | Inghilterra (bandiera)      | D     | Jack Fitzwater      |
| 6  | Inghilterra (bandiera)      | C     | Marvin Bartley      |
| 7  | Sudafrica (bandiera)        | C     | Keaghan Jacobs      |
| 8  | Scozia (bandiera)           | C     | Scott Pittman       |
| 9  | Inghilterra (bandiera)      | A     | Jay Emmanuel-Thomas |
| 10 | Scozia (bandiera)           | C     | Craig Sibbald       |
| 11 | Scozia (bandiera)           | C     | Alan Forrest        |
| 14 | Scozia (bandiera)           | C     | Josh Mullin         |
| 15 | Slovenia (bandiera)         | A     | Matej Poplatnik     |
| 17 | Scozia (bandiera)           | C     | Scott Robinson      |

| N. |                        | Ruolo | Calciatore            |
| -- | ---------------------- | ----- | --------------------- |
| 18 | Scozia (bandiera)      | C     | Jason Holt            |
| 19 | Scozia (bandiera)      | A     | Salim Kouider-Aissa   |
| 20 | Scozia (bandiera)      | A     | Gavin Reilly          |
| 21 | Scozia (bandiera)      | D     | Jack McMillan         |
| 22 | Scozia (bandiera)      | A     | Scott Tiffoney        |
| 23 | Scozia (bandiera)      | D     | Jackson Longridge     |
| 25 | Nigeria (bandiera)     | D     | Efe Ambrose           |
| 27 | Inghilterra (bandiera) | D     | Jon Guthrie           |
| 28 | Francia (bandiera)     | C     | Djibril Diani         |
| 29 | Scozia (bandiera)      | D     | Aaron Taylor-Sinclair |
| 32 | Polonia (bandiera)     | P     | Max Stryjek           |
| 33 | Togo (bandiera)        | D     | Steve Lawson          |
| 37 | Irlanda (bandiera)     | C     | Jaze Kabia            |
| 40 | Scozia (bandiera)      | P     | Gary Maley            |